# Bělov
Obec Bělov (německy Bielow) se nachází v okrese Zlín ve Zlínském kraji. Leží asi necelé 3 km od města Otrokovice, 14 kilometrů západně od Zlína a 241 kilometrů jihovýchodně od Prahy. Žije zde 313 obyvatel.

## Historie
První písemná zmínka o obci pochází z roku 1141.
Právo užívat znak a vlajku bylo obci uděleno rozhodnutím Poslanecké sněmovny Parlamentu České republiky dne 18. června 2003.
Do 1. ledna 2007 byla tato obec v okrese Kroměříž. Soudně obec nadále přísluší Okresnímu soudu v Kroměříži.
V katastru obce byl na 166,5 ř. km na řece Moravě v roce 1965 postaven jez. Od roku 2013 je zde v provozu MVE Bělov. Počítá se i s výstavbou plavební komory, která by mimo jiné prodloužila Baťův kanál až k Vodní elektrárně Strž u Kroměříže.

## Obyvatelstvo
| Rok            | 1869 | 1880 | 1890 | 1900 | 1910 | 1921 | 1930 | 1950 | 1961 | 1970 | 1980 | 1991 | 2001 | 2011 | 2021 |
| -------------- | ---- | ---- | ---- | ---- | ---- | ---- | ---- | ---- | ---- | ---- | ---- | ---- | ---- | ---- | ---- |
| Počet obyvatel | 367  | 373  | 401  | 441  | 419  | 458  | 417  | 372  | 375  | 318  | 299  | 242  | 242  | 301  | 317  |
| Počet domů     | 69   | 76   | 80   | 80   | 85   | 85   | 86   | 96   | 95   | 97   | 98   | 111  | 116  | 127  | 137  |

## Pamětihodnosti
- Pomník obětem první světové války

## Informace o obci
Obec má vodovod a je plynofikována.

## Galerie

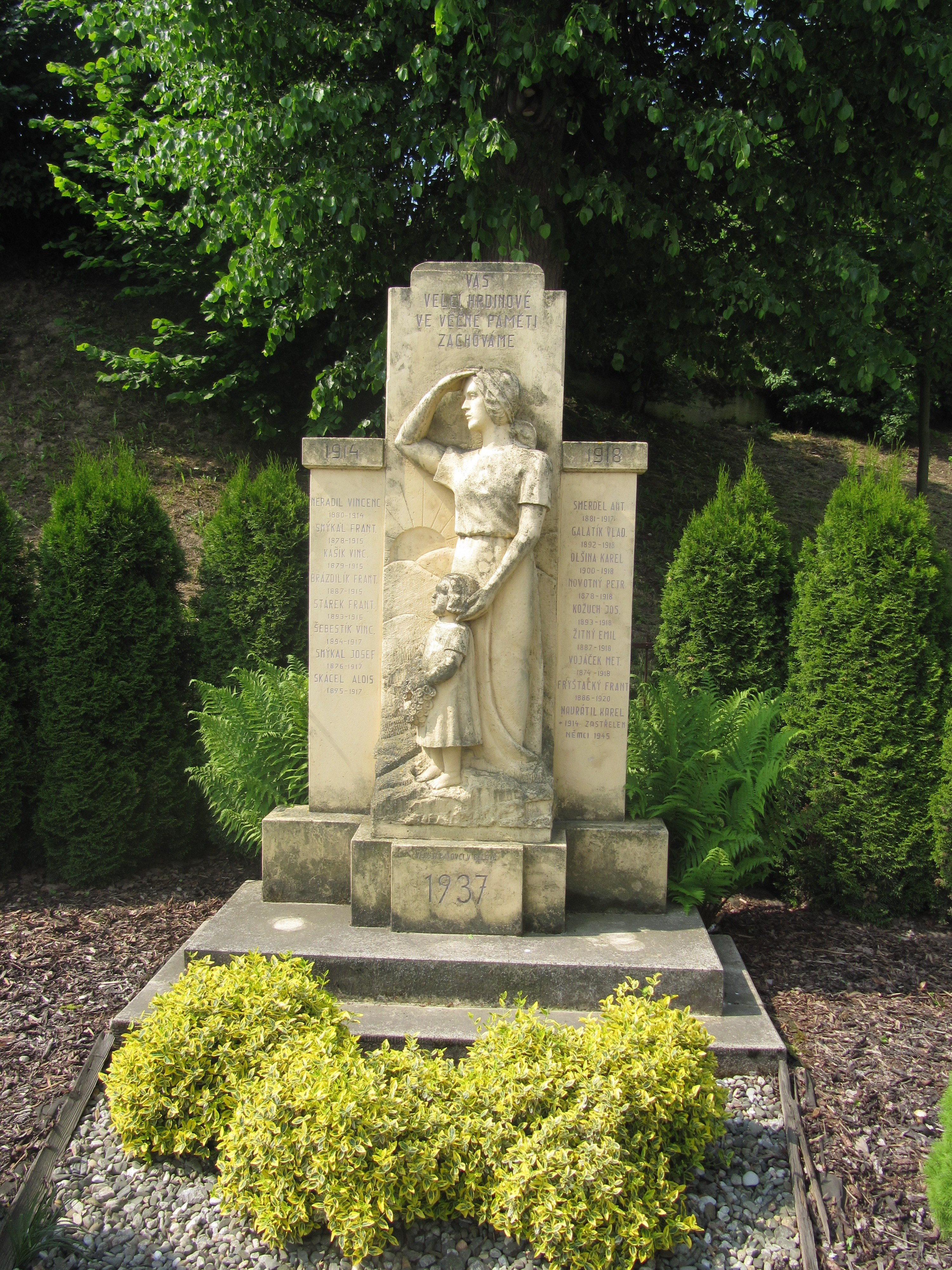
Pomník obětem první světové války
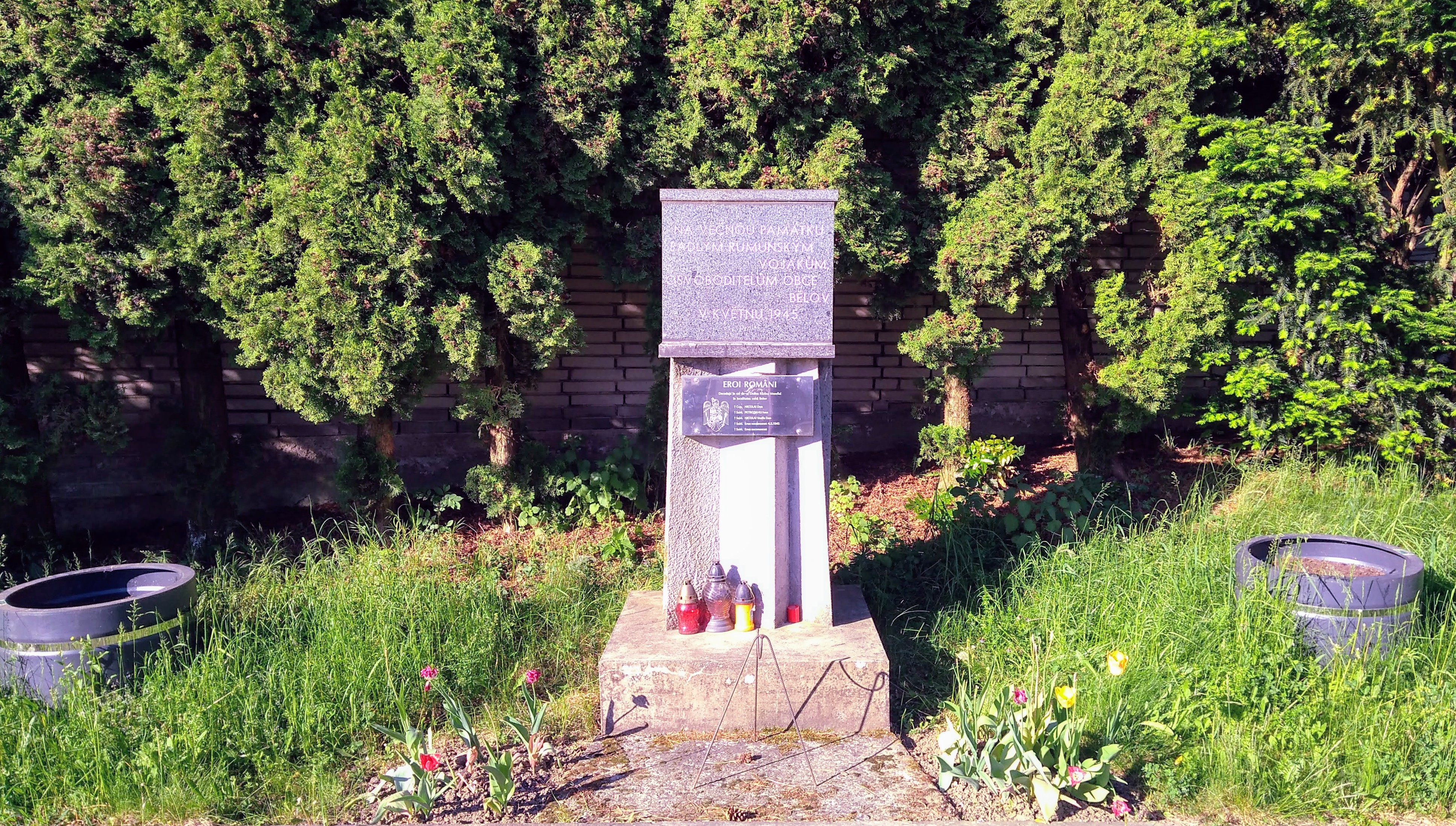
Památník rumunským vojákům